# Lucas Paquetá
Lucas Tolentino Coelho de Lima, mais conhecido como Lucas Paquetá (Rio de Janeiro, 27 de agosto de 1997), é um futebolista brasileiro que atua como meio-campista. Atualmente, defende o West Ham.
Revelado pelo Flamengo, no ano de 2018 foi um dos escolhidos para fazer parte da lista de 12 suplentes chamados pelo técnico da Seleção Brasileira, Tite, para a disputa da Copa do Mundo de 2018, sendo o mais novo dentre os 35 convocados. No mesmo ano, atuando pelo clube rubro-negro, recebeu o Troféu Bola de Prata da ESPN, o Troféu Mesa Redonda, da TV Gazeta, e o Prêmio Craque do Brasileirão, da CBF e do site GloboEsporte.com, ambos como melhor meia do Campeonato Brasileiro daquele ano.
Após o rápido estouro e as boas atuações no time titular do Flamengo, passou a ser considerado uma das maiores promessas do futebol brasileiro. O meia tem o apelido de Paquetá devido ao bairro onde nasceu, situado na Ilha de Paquetá, no Rio de Janeiro.

## Carreira

### Flamengo

#### Base
Cria das divisões de base do Flamengo, Paquetá chegou ao clube com 8 anos de idade. Paquetá, porém, teve seu futuro na Gávea ameaçado quando pulou para a categoria seguinte. Franzino e com apenas 1,53 metro aos 15 anos, tinha técnica, mas não conseguia ganhar no corpo de seus adversários. Por isso, precisou fazer um treinamento físico a parte, que lhe fez crescer 27 centímetros em três anos. Algo confirmado pelo diretor de futebol da base rubro-negra, Carlos Noval.
| “              | Paquetá sempre foi um talento desde pequeno, só que a maturação dele foi muito tardia. É um exemplo de que você realmente tem que segurar o atleta até o final. Foi muito lenta. No ano passado (2014), deu uma despontada, maturou e se formou bem fisicamente e tecnicamente | ” |
| — Carlos Noval | |   |

#### 2016
Em janeiro de 2016, foi titular da equipe vestindo a camisa 11 da Gávea, na campanha que levou o clube ao título da tradicional Copa São Paulo de Futebol Júnior. Na final, o Flamengo venceu o Corinthians por 4 a 3 nos pênaltis, após empate no tempo normal em 2 a 2. Com quatro gols marcados na Copinha, o meia foi o vice-artilheiro da equipe. Sendo um dos destaques da Fla na competição, ao lado do goleiro Thiago e de Felipe Vizeu, Paquetá foi promovido ao elenco profissional do Rubro-Negro, onde disputou algumas partidas no Campeonato Carioca.
No dia 4 de março, o jogador teve seu vínculo estendido até 2020.

#### 2017
Seu primeiro gol com a camisa rubro-negra foi no dia 19 de fevereiro, quando o Flamengo derrotou o Madureira por 4 a 0, no Estádio Raulino de Oliveira, em Volta Redonda. E foi logo um golaço, num lance muito rápido. Paquetá enfiou a bola para Federico Mancuello, mas o goleiro interceptou o passe na entrada da área e a bola voltou nos pés do jovem de 19 anos, que não pensou duas vezes: mesmo a 34 metros do gol, Paquetá chutou de primeira, por cobertura, para fechar o placar.
| “               | Dou graças a Deus por ter feito o meu primeiro gol nos profissionais. O goleiro saiu demais da área. Vi ele adiantado e fui feliz. Nunca tinha feito nada parecido na base. Nunca tinha tido uma chance assim. Fico feliz pelo carinho da torcida. Independentemente do resultado, os torcedores estão sempre nos apoiando e incentivando. Agradeço pelo apoio e quero conquistar o meu espaço. | ” |
| — Lucas Paquetá | |   |

Com a chegada do técnico Reinaldo Rueda no meio do ano ao comando do clube, e também em virtude das ausências de Paolo Guerrero (convocado pela Seleção Peruana), Felipe Vizeu (por conta de lesões) e a saída de Leandro Damião para o Internacional, o técnico optou por utilizar Paquetá como um falso 9. Assim, o jovem foi ganhando mais oportunidades com Rueda no time rubro-negro.
Foi atuando como falso 9 que Paquetá marcou gols em duas finais: na final da Copa do Brasil, no empate por 1 a 1 diante do Cruzeiro, no Maracanã, e na final da Copa Sul-Americana, novamente no Maracanã, em outro empate por 1 a 1, dessa vez diante do Independiente. No entanto, em ambas as competições o rubro-negro carioca foi derrotado e ficou com o vice. Na final da Copa Sul-Americana, Paquetá foi eleito o melhor jogador do Flamengo em campo.
Terminou o ano de 2017 sendo, ao lado de Juan, um dos destaques da equipe, segundo a torcida, principalmente por sua raça, disposição e entrega em campo durante o ano.

#### 2018

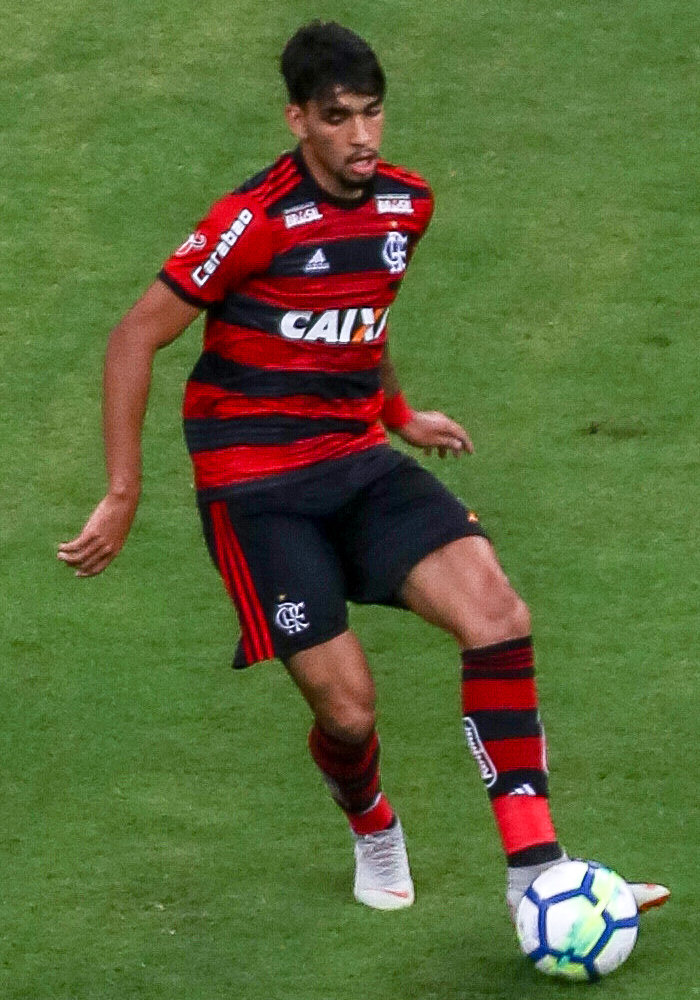
Lucas Paquetá em partida pelo Flamengo diante do Vasco da Gama

Com a saída de Mancuello para o Cruzeiro, Paquetá assumiu a camisa 11, a mesma que vestia nas categorias de base rubro-negra e começou o ano de 2018 em alta sendo um dos protagonistas do time. Mesmo sendo menos badalado que os outros jogadores, ele foi o jogador da equipe que mais se destacou no primeiro semestre. Não a toa, foi escolhido o melhor meia-esquerda da Campeonato Carioca, sendo o único representante do Flamengo na Seleção do Carioca.
Com a saída de Paulo César Carpegiani do comando técnico do Flamengo e a chegada do técnico Maurício Barbieri, Paquetá voltou a atuar na sua posição de origem. Sendo um dos destaques do time no começo do Campeonato Brasileiro, fazendo gols, dando assistências e principalmente por sua versatilidade em campo, muito bem observada pelo mapa de calor do jogador após as partidas. Diante do Internacional marcou um belo gol após um rebote de uma cobrança de falta realizada por ele mesmo, que contribuiu para o triunfo do Flamengo por 2 a 0 no Maracanã. O bom futebol apresentado lhe rendeu as primeiras convocações para a Seleção Brasileira, para os amistosos contra os Estados Unidos e El Salvador.
Tornou-se um dos protagonistas do Flamengo ao lado de Éverton Ribeiro, Diego Ribas no meio de campo rubro-negro, porém conviveu com altos e baixos durante o meio da temporada juntamente da má fase que vivia o time, com eliminações na Libertadores, uma queda de rendimento que custou a liderança do Brasileirão, e por fim, a eliminação na Copa do Brasil que culminou na demissão de Maurício Barbieri do cargo de treinador. Com a chegada de Dorival Júnior na reta final da temporada, Paquetá voltou a ser decisivo para o rubro-negro. Logo na estreia do novo técnico, o meia marcou dois gols diante do Corinthians na vitória por 3 a 0 em plena Arena Corinthians, nessa que foi a primeira vitória do time carioca no estádio do time paulista.
Se despediu do Flamengo e da torcida diante do Athletico Paranaense no Maracanã, pela última rodada do Campeonato Brasileiro, Paquetá não teve uma partida de tanto destaque, apesar da derrota por 2 a 1, o rubro-negro se sagrou vice-campeão da competição. Ao fim do jogo, Paquetá não escondeu a emoção de estar deixando o clube após 12 anos, terminou sua passagem com 96 jogos disputados e 18 gols marcados.
| “               | Passa toda história que vivi no clube. Amadurecimento como atleta e pessoa. Passa um filme na cabeça do menino pequeno que teve dificuldades, passou por cima e conquistou o objetivo. Gratidão pela torcida e levo o Flamengo no coração. | ” |
| — Lucas Paquetá | |   |

Terminou o ano de 2018 como artilheiro do Flamengo no Brasileirão e também com o Troféu Bola de Prata da ESPN como melhor meia do campeonato. Também foi escolhido para a Seleção do Campeonato pelos sites GloboEsporte.com (Prêmio Craque do Brasileirão) e Footstats, além da do Cartola FC.

### Milan
Com boas atuações com a camisa do Flamengo, principalmente, na reta final do Campeonato Brasileiro, Paquetá começou a ser especulado no futebol italiano, tendo Milan e Juventus como os principais interessados em sua contratação, também foi especulado Barcelona e no Paris Saint-Germain, onde haviam conversas adiantadas para sua aquisição. No dia 10 de outubro, o Milan atravessou as negociações com o time francês e fechou a contratação do meia pelas próximas cinco temporadas, por cerca de 35 milhões de euros. Lucas Paquetá foi vendido ao Milan por 35 milhões de euros, mais bônus por premiação. O Flamengo receberá 70% do valor, montante que detém dos direitos econômicos do camisa 11 – ou seja, cerca de 25 milhões de euros. Os outros 30% são divididos entre o jogador e a Brazil Soccer, empresa que faz a gestão de carreira.
Se apresentou ao clube rossonero em janeiro de 2019, após o fim da temporada brasileiro, Paquetá escolheu vestir a camisa 39, justificando por ter sido seu primeiro número quando subiu ao profissional do Flamengo em 2016.
| “               | "Milan". Quando um clube com esta história me chamou eu fiquei muito feliz. Eles me presentearam com um importante projeto e com profissionais importantes. Conversei com a família e decidimos que o Milan era o lugar certo para mim. | ” |
| — Lucas Paquetá | |   |

Paquetá marcou seu primeiro gol pelo Milan em sua sétima partida pelo clube, no dia 10 de fevereiro, em um jogo contra o Cagliari, no San Siro, jogo em que seu time venceu por 3 a 0. Em sua comemoração, Paquetá ficou emocionado e homenageou vitimas do Incêndio no Ninho do Urubu, CT do Flamengo.

### Lyon

#### 2020–21
Após a passagem apagada pelo Milan, Paquetá foi anunciado como novo reforço do Lyon no dia 30 de setembro de 2020, assinando até 2025.
Marcou seu primeiro gol pelo clube no dia 23 de dezembro, na vitória por 3–0 sobre o Nantes, na 17ª rodada da Ligue 1.
No dia 6 de janeiro de 2021, deu uma assistência para Memphis Depay abrir o placar na vitória por 3 a 2 sobre o Lens, em jogo válido pela 18° rodada da Ligue 1. Paquetá marcou seu segundo gol na vitória por 1 a 0 sobre o Dijon, na 23ª rodada da Ligue 1. Seu terceiro e quarto gol saíram de forma seguida: na derrota por 2 a 1 contra o Montepellier no dia 13 de fevereiro, e na vitória de 3 a 2 sobre o Brest no dia 19 de fevereiro, válidos pela 25ª e 26ª rodada da Ligue 1, respectivamente.
No dia 28 de fevereiro, em partida válida pela 27ª rodada da Ligue 1, deu uma assistência para Karl Toko Ekambi fazer 1 a 0 contra o Olympique de Marseille. Porém, aos 44 minutos do primeiro tempo, um pênalti foi marcado após uma bola chutada por Pape Gueye pegar na mão de Paquetá, que foi advertido com cartão amarelo. O atacante polonês Arkadiusz Milik converteu para o Marseille. Já no segundo tempo, aos 70 minutos, Paquetá acabou sendo expulso ao dar uma entrada dura em Dimitri Payet, deixando o Lyon com um a menos faltando 20 minutos para o fim do jogo, mas o jogo acabou empatado em 1 a 1.
Em 3 de abril, fez o gol de empate no 1 a 1 contra o Lens, válido pela 31ª rodada da Ligue 1, aos 36 minutos do segundo tempo, salvando o Lyon da derrota.
No jogo seguinte, em dia 8 de abril, Lucas teve mais uma excelente atuação, marcando o primeiro gol e dando assistência para o gol de Depay, em partida contra o Red Star, válida pelas oitavas de final da Copa da França. Porém, o Lyon cedeu o empate, com o jogo terminando com o placar de 2 a 2, ocasionando uma disputa de pênaltis. Após estar empatando também a disputa de pênalti, coube a Lucas bater o quinto e decisivo, terminando com a vitória do Lyon por 5 a 4 nos pênaltis, classificando-se para as quartas de final.
No jogo seguinte em 11 de abril, teve mais uma excelente atuação na vitória do Lyon sobre o Angers SCO por 3 a 0, marcando o segundo gol e dando uma assistência para Depay marcar o terceiro. No jogo seguinte, contribuiu com mais uma assistência, servindo Depay no primeiro gol do Lyon na vitória por 2 a 1 sobre o Nantes, na 33ª rodada da Liga Francesa.
Marcou também na goleada de 4 a 1 sobre o Lorient, na 36ª rodada da Ligue 1. No jogo seguinte, Lucas teve mais boa atuação, ao marcar dois gols e dar uma assistência na goleada por 5 a 2 sobre o Nîmes, válida pela penúltima rodada da Ligue 1.
Após uma temporada de destaque pelo Lyon, Paquetá foi selecionado para a seleção da Ligue 1 de 2020–21.

#### 2021–22
Após a saída de Memphis Depay para o Barcelona, Paquetá, que antes era o camisa 12, passou a ser o camisa 10 do Lyon. Fez o gol do Lyon na derrota por 2 a 1 para o Paris Saint-Germain na 6ª rodada da Ligue 1, em 19 de setembro. Em 22 de setembro, fez um dos gols da vitória de 3 a 1 sobre o Troyec na 7ª rodada da Ligue 1, chegando a quatro gols e se tornando um dos artilheiros da competição, tendo ainda seu nome cantado pela torcida do Lyon.

### West Ham

#### 2022–23
No dia 29 de agosto de 2022, foi sacramentada a transferência de Lucas Paquetá para o West Ham no valor de 60 milhões de euros. Jogador mais caro da história dos Hammers, o meia brasileiro recebeu a camisa 11.
Estreou pelos Hammers no dia 31 de agosto, no empate de 1 a 1 contra o Tottenham, válido pela Premier League. Mesmo tendo começado no banco de reservas e entrado aos 22 minutos do segundo tempo, Paquetá recebeu elogios do técnico David Moyes. O meia teve boa atuação no dia 9 de outubro, contra o Fulham, em jogo realizado no Estádio Olímpico de Londres. Paquetá deu uma assistência para o italiano Gianluca Scamacca marcar o segundo gol da partida, e o West Ham venceu de virada por 3 a 1. Marcou seu primeiro gol pelo clube no dia 4 de janeiro de 2023, no empate em 2 a 2 contra o Leeds United, fora de casa, em um duelo válido pela 19ª rodada da Premier League. Na comemoração, Paquetá homenageou o craque Pelé, falecido em dezembro.
Em sua primeira temporada na Inglaterra, o brasileiro teve dificuldades em sua adaptação ao futebol inglês e o West Ham precisou brigar contra o rebaixamento. Ele também não conseguia marcar gols ou garantir assistências com regularidade. No entanto, o meia cresceu com o time e ofereceu seus lampejos na fase decisiva da Liga Conferência Europa da UEFA. Assim, o jogador teve boa atuação no dia 7 de junho, na final da competição contra a Fiorentina, dando uma assistência para Jarrod Bowen marcar o gol do título aos 44 minutos do segundo tempo. Com a vitória por 2 a 1 na Fortuna Arena, em Praga, o West Ham levantou seu primeiro troféu em 43 anos.

#### 2023–24
No dia 10 de julho de 2023, após a saída do argentino Manuel Lanzini, Paquetá herdou a camisa 10 dos Hammers. Marcou seu primeiro gol na temporada no dia 20 de agosto, numa vitória por 3 a 1 contra o Chelsea, no Estádio Olímpico, em jogo válido pela 2ª rodada da Premier League. O jogador teve grande atuação no dia 17 de dezembro, no triunfo por 3 a 0 sobre o Wolverhampton, em casa. Na ocasião, Paquetá deu as três assistências para os gols marcados — dois de Mohammed Kudus e um de Jarrod Bowen.
Considerado o principal jogador do West Ham na temporada, Lucas Paquetá passou a despertar o interesse de outros clubes da Inglaterra e do futebol europeu. Em meio a isso, a diretoria dos Hammers definiu que não aceita vender o jogador por menos de 85 milhões de libras, valor em torno de R$ 558,60 milhões na cotação da época.
No dia 24 de maio de 2024, Lucas Paquetá foi acusado pela The Football Association (FA) por um suposto envolvimento com esquemas de apostas. As acusações feitas contra o brasileiro surgiram na sequência de uma investigação lançada no verão de 2023 pela FA, que resultou no fracasso da sua transferência para o Manchester City. A Federação Inglesa de Futebol alegou que Paquetá tentou diretamente receber um cartão amarelo do árbitro nos jogos do West Ham contra Leicester, Aston Villa, Leeds United e Bournemouth. A Betway, que também é a principal patrocinadora do West Ham, alertou as autoridades britânicas sobre o “número incomum” de cerca de 60 apostas vindas da Ilha de Paquetá, local no Rio de Janeiro onde o jogador nasceu.  Desde então, o jogador emitiu um comunicado através de suas páginas do Instagram e do Twitter, negando veementemente as acusações e prometendo limpar seu nome.
Em 31 de julho de 2025, Lucas Paquetá foi absolvido pela Justiça. A Comissão Reguladora considerou que acusações feitas pela Associação de Futebol da Inglaterra (FA) não foram comprovadas no tribunal. Com a decisão proferida, Paquetá foi liberado para voltar aos gramados.

## Seleção Nacional

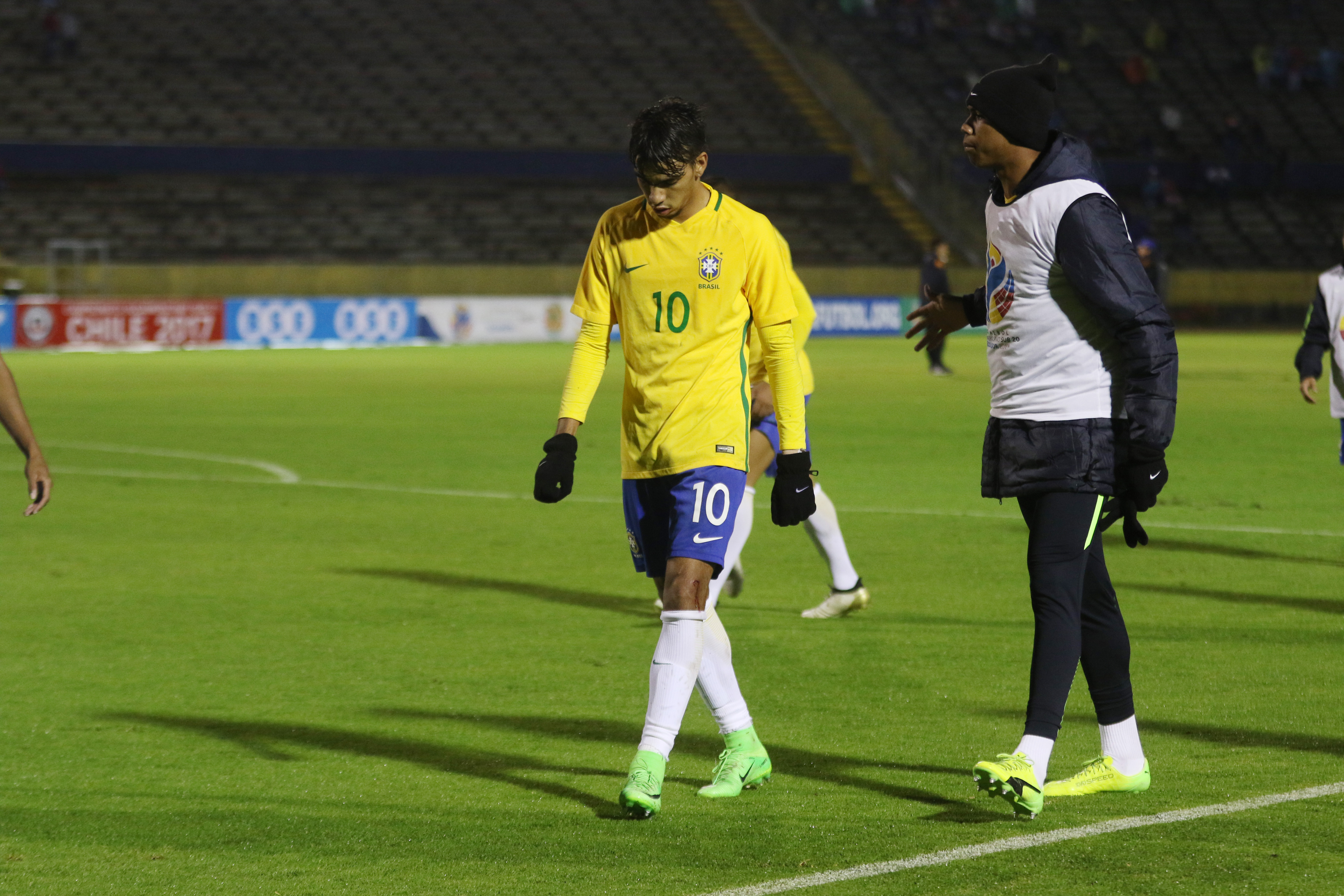
Lucas Paquetá em campo pela Seleção Sub-20 no Sul-Americano no Equador

### Sub-20
Em outubro de 2016, Paquetá ajudou a Seleção a conquistar o torneio Quadrangular de Seleções, onde marcou seu primeiro gol com a amarelinha. Em janeiro de 2017, Paquetá foi convocado para disputar o Campeonato Sul-Americano Sub-20 daquele ano, ao lado de seus companheiros do Flamengo, Felipe Vizeu e Matheus Sávio.

### Sub-23
Em 2016, Paquetá foi um dos sete sparrings escolhidos pelo técnico Rogério Micale para auxiliar na preparação da Seleção Brasileira Sub-23 para os Jogos Olímpicos daquele ano. Foram convocados como sparrings atletas nascidos em 1997 e 1998, com idade e potencial para disputar as Olimpíadas de 2020 no Japão.

### Principal

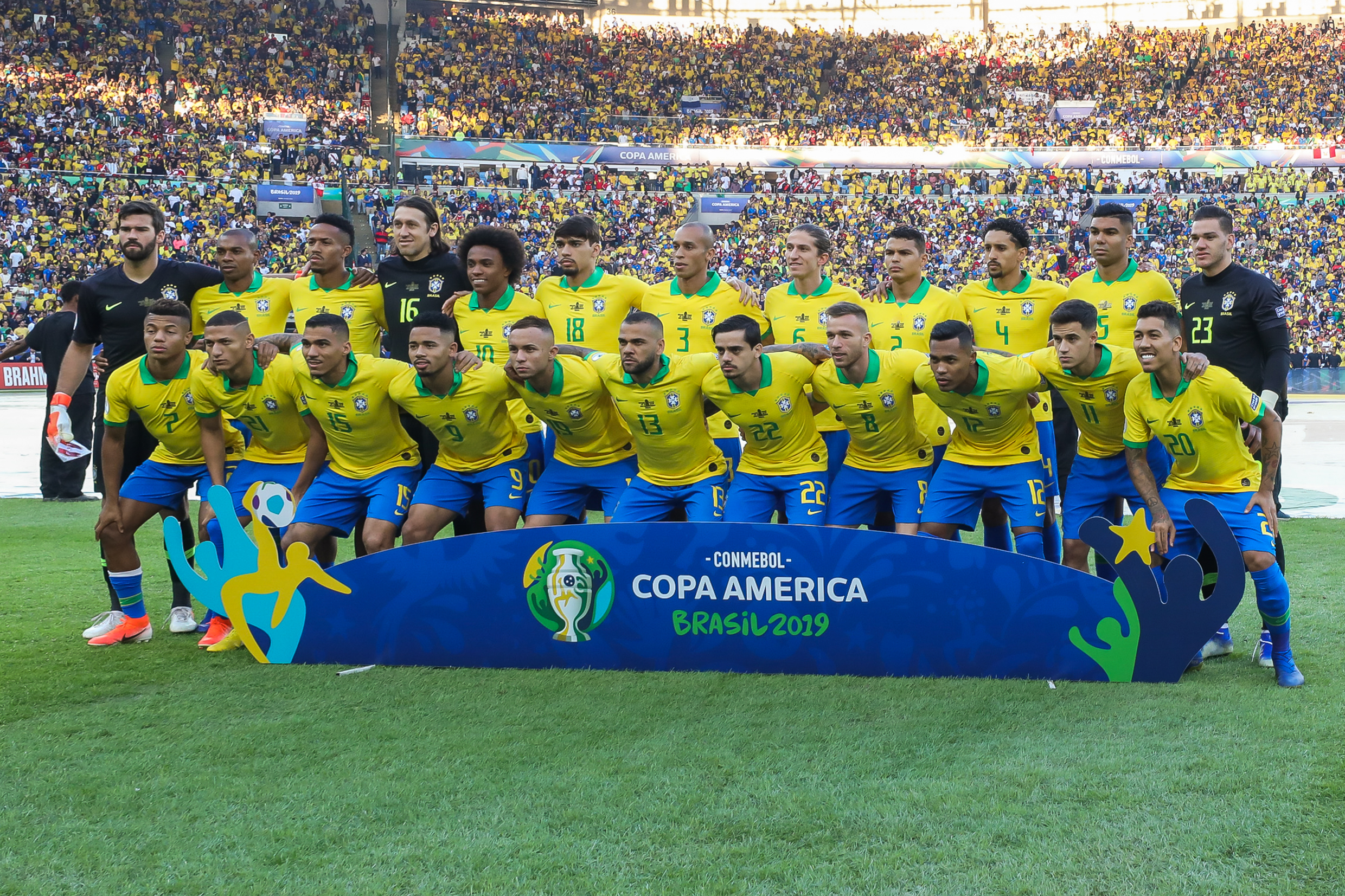
Paquetá na final da Copa América de 2019

Em 25 de maio de 2018, ele foi um dos escolhidos para fazer parte da lista de 12 suplentes chamados pelo técnico Tite para a disputa da Copa do Mundo de 2018, sendo o mais novo dentre os 35 convocados. Já no dia 17 de agosto, Paquetá voltou a ser convocado por Tite na primeira convocação feita pelo mesmo pós-Copa, para defender o Brasil nos amistosos contra os Estados Unidos e El Salvador. Sua estreia pela Seleção aconteceu na partida contra os EUA, no dia 7 de setembro.
Lucas Paquetá marcou seu primeiro gol pela Seleção Brasileira no empate de 1 a 1 em um amistoso contra o Panamá, no dia 23 de março de 2019.
Foi convocado no dia 17 de maio de 2019, pelo técnico Tite para a disputa da Copa América de 2019, onde sagrou-se campeão do torneio continental, sendo esse seu primeiro título pela seleção. Estreou na competição nas quartas-de-final, contra o Paraguai.
Em 14 de maio de 2021, foi convocado para os primeiros dois jogos da seleção no ano, contra o Equador e Paraguai, nos dias 4 e 8 de junho respectivamente, válidos pelas Eliminatórias da Copa do Mundo FIFA de 2022.
Convocado por Tite para a Copa América de 2021, o meia foi o autor do gol da vitória de 1 a 0 sobre o Chile, nas quartas de final, ajudando a Seleção a se classificar para semifinal da competição. No jogo seguinte, a semifinal contra o Peru, Paquetá foi mais uma vez decisivo ao marcar o gol da vitória de 1 a 0 e ajudar o Brasil a ir para a 9ª final das ultimas 14 Copas Américas disputadas.

### Copa do Mundo de 2022
Presente na lista de 26 convocados por Tite no dia 7 de novembro, Paquetá foi chamado para a sua primeira Copa do Mundo FIFA.
O meia foi titular no primeiro jogo do Brasil na Copa do Mundo de 2022, contra a Sérvia, no Estádio Nacional de Lusail. Com dois gols de Richarlison, os brasileiros venceram os sérvios por 2 a 0, em duelo válido pela primeira rodada do Grupo G. Paquetá atuou até os 29 minutos do segundo tempo, quando foi substituído por Fred. Realizou seu segundo jogo no dia 28 de novembro, sendo titular em mais uma vitória da Seleção Brasileira, dessa vez por 1 a 0 contra a Suíça, no Estádio 974. O único gol do confronto foi marcado por Casemiro, aos 37 minutos do segundo tempo. Paquetá teve uma atuação discreta na partida, sendo substituído por Rodrygo durante o intervalo.
O meia marcou seu único gol na Copa do Mundo no dia 5 de dezembro, na vitória por 4 a 1 contra a Coreia do Sul, em jogo válido pelas oitavas de final.

## Vida pessoal
Lucas Paquetá casou-se em 26 de novembro de 2018 no Rio de Janeiro, antes de se mudar para a Itália, com a nutricionista Maria Eduarda Fournier. Depois de se conhecerem no Flamengo, onde ela trabalhava, os dois namoram por oito meses e ficaram noivos em agosto. Da relação, nasceu Benício em 7 de abril de 2020 e Filippo em 3 de maio de 2021.

## Estatísticas

### Clubes
Abaixo estão listados todos os jogos, gols e assistências do futebolista por clubes.
| Clube             | Temporada         | Campeonato nacional | Campeonato nacional | Campeonato nacional | Copa nacional[a] | Copa nacional[a] | Copa nacional[a] | Competições continentais[b] | Competições continentais[b] | Competições continentais[b] | Outros torneios[c] | Outros torneios[c] | Outros torneios[c] | Total | Total | Total   |
| Clube             | Temporada         | Jogos               | Gols                | Assist.             | Jogos            | Gols             | Assist.          | Jogos                       | Gols                        | Assist.                     | Jogos              | Gols               | Assist.            | Jogos | Gols  | Assist. |
| ----------------- | ----------------- | ------------------- | ------------------- | ------------------- | ---------------- | ---------------- | ---------------- | --------------------------- | --------------------------- | --------------------------- | ------------------ | ------------------ | ------------------ | ----- | ----- | ------- |
| Flamengo          | 2016              | —                   | —                   | —                   | —                | —                | —                | —                           | —                           | —                           | 2                  | 0                  | 0                  | 2     | 0     | 0       |
| Flamengo          | 2017              | 17                  | 1                   | 1                   | 3                | 1                | 0                | 9                           | 2                           | 0                           | 8                  | 2                  | 0                  | 37    | 6     | 1       |
| Flamengo          | 2018              | 32                  | 10                  | 1                   | 6                | 0                | 2                | 7                           | 0                           | 2                           | 11                 | 2                  | 1                  | 56    | 12    | 6       |
| Flamengo          | Total             | 49                  | 11                  | 2                   | 9                | 1                | 2                | 16                          | 2                           | 2                           | 21                 | 4                  | 1                  | 95    | 18    | 7       |
| Milan             | 2018–19           | 13                  | 1                   | 1                   | 3                | 0                | 1                | —                           | —                           | —                           | 1                  | 0                  | 0                  | 17    | 1     | 2       |
| Milan             | 2019–20           | 24                  | 0                   | 1                   | 3                | 0                | 0                | —                           | —                           | —                           | —                  | —                  | —                  | 27    | 0     | 1       |
| Milan             | Total             | 37                  | 1                   | 2                   | 6                | 0                | 1                | —                           | —                           | —                           | 1                  | 0                  | 0                  | 44    | 1     | 3       |
| Lyon              | 2020–21           | 30                  | 9                   | 4                   | 4                | 1                | 1                | —                           | —                           | —                           | —                  | —                  | —                  | 34    | 10    | 5       |
| Lyon              | 2021–22           | 35                  | 9                   | 6                   | —                | —                | —                | 9                           | 2                           | 1                           | —                  | —                  | —                  | 44    | 11    | 7       |
| Lyon              | 2022–23           | 2                   | 0                   | 0                   | —                | —                | —                | —                           | —                           | —                           | —                  | —                  | —                  | 2     | 0     | 0       |
| Lyon              | Total             | 67                  | 18                  | 10                  | 4                | 1                | 1                | 9                           | 2                           | 1                           | —                  | —                  | —                  | 80    | 21    | 12      |
| West Ham          | 2022–23           | 28                  | 4                   | 3                   | 2                | 0                | 0                | 11                          | 1                           | 4                           | —                  | —                  | —                  | 41    | 5     | 7       |
| West Ham          | 2023–24           | 31                  | 4                   | 6                   | 3                | 0                | 1                | 9                           | 4                           | 0                           | —                  | —                  | —                  | 43    | 8     | 7       |
| West Ham          | 2024–25           | 11                  | 2                   | 0                   | 2                | 0                | 0                | 0                           | 0                           | 0                           | —                  | —                  | —                  | 13    | 2     | 0       |
| West Ham          | Total             | 70                  | 10                  | 9                   | 7                | 0                | 1                | 20                          | 5                           | 4                           | —                  | —                  | —                  | 97    | 15    | 14      |
| Total na carreira | Total na carreira | 223                 | 40                  | 23                  | 26               | 2                | 5                | 45                          | 9                           | 7                           | 22                 | 4                  | 1                  | 316   | 55    | 36      |

- a. ^ Jogos da Copa do Brasil, Copa da Itália, Copa da França, Copa da Inglaterra e Copa da Liga Inglesa
- b. ^ Jogos da Copa Sul-Americana, Copa Libertadores, Liga Europa e Liga Conferência
- c. ^ Jogos do Campeonato Carioca, Primeira Liga do Brasil e Supercopa da Itália

### Seleção Brasileira
Abaixo estão listados todos os jogos, gols e assistências do futebolista pela Seleção Brasileira, desde as categorias de base.
Seleção Principal
| Ano               | Copa do Mundo | Copa do Mundo | Copa do Mundo | Copa América | Copa América | Copa América | Qualificação Mundial | Qualificação Mundial | Qualificação Mundial | Amistosos | Amistosos | Amistosos | Total | Total | Total   |
| Ano               | Jogos         | Gols          | Assist.       | Jogos        | Gols         | Assist.      | Jogos                | Gols                 | Assist.              | Jogos     | Gols      | Assist.   | Jogos | Gols  | Assist. |
| ----------------- | ------------- | ------------- | ------------- | ------------ | ------------ | ------------ | -------------------- | -------------------- | -------------------- | --------- | --------- | --------- | ----- | ----- | ------- |
| 2018              | —             | —             | —             | —            | —            | —            | —                    | —                    | —                    | 2         | 0         | 0         | 2     | 0     | 0       |
| 2019              | —             | —             | —             | 1            | 0            | 0            | —                    | —                    | —                    | 8         | 2         | 0         | 9     | 2     | 0       |
| 2020              | —             | —             | —             | —            | —            | —            | 2                    | 0                    | 0                    | —         | —         | —         | 2     | 0     | 0       |
| 2021              | —             | —             | —             | 6            | 2            | 0            | 9                    | 2                    | 0                    | —         | —         | —         | 15    | 4     | 0       |
| 2022              | 4             | 1             | 1             | —            | —            | —            | 3                    | 1                    | 1                    | 4         | 0         | 0         | 11    | 2     | 2       |
| 2023              | —             | —             | —             | —            | —            | —            | —                    | —                    | —                    | 3         | 1         | 2         | 3     | 1     | 2       |
| 2024              | —             | —             | —             | 4            | 1            | 1            | 5                    | 0                    | 1                    | 4         | 1         | 0         | 13    | 2     | 2       |
| Total na carreira | 4             | 1             | 1             | 11           | 3            | 1            | 19                   | 3                    | 2                    | 21        | 4         | 1         | 55    | 11    | 6       |

Seleção Sub–20
| Ano               | Campeonato Sul–Americano | Campeonato Sul–Americano | Campeonato Sul–Americano | Amistosos | Amistosos | Amistosos | Total | Total | Total   |
| Ano               | Jogos                    | Gols                     | Assist.                  | Jogos     | Gols      | Assist.   | Jogos | Gols  | Assist. |
| ----------------- | ------------------------ | ------------------------ | ------------------------ | --------- | --------- | --------- | ----- | ----- | ------- |
| 2016              | —                        | —                        | —                        | 4         | 1         | 1         | 4     | 1     | 1       |
| 2017              | 5                        | 0                        | 0                        | —         | —         | —         | 5     | 0     | 0       |
| Total na carreira | 5                        | 0                        | 0                        | 4         | 1         | 1         | 9     | 1     | 1       |

#### Jogos pela Seleção Principal
|      | Data                   | Local                                                                       | Resultado   | Adversário     | Gol(s) | Assist. | Competição               |
| 2018 | 2018                   | 2018                                                                        | 2018        | 2018           | 2018   | 2018    | 2018                     |
| ---- | ---------------------- | --------------------------------------------------------------------------- | ----------- | -------------- | ------ | ------- | ------------------------ |
| 1.   | 7 de setembro de 2018  | MetLife Stadium, Nova Jérsei, Estados Unidos                                | 2–0         | Estados Unidos | 0      | 0       | Amistoso                 |
| 2.   | 11 de setembro de 2018 | FedEx Field, Landover, Estados Unidos                                       | 5–0         | El Salvador    | 0      | 0       | Amistoso                 |
| 2019 |                        |                                                                             |             |                |        |         |                          |
| 3.   | 23 de março de 2019    | Estádio do Dragão, Porto, Portugal                                          | 1–1         | Panamá         | 1      | 0       | Amistoso                 |
| 4.   | 26 de março de 2019    | Eden Arena, Praga, República Checa                                          | 3–1         | Tchéquia       | 0      | 0       | Amistoso                 |
| 5.   | 5 de junho de 2019     | Estádio Mané Garrincha, Brasília, Brasil                                    | 2–0         | Catar          | 0      | 0       | Amistoso                 |
| 6.   | 27 de junho de 2019    | Arena do Grêmio, Porto Alegre, Brasil                                       | 0 (4)–(3) 0 | Paraguai       | 0      | 0       | Copa América de 2019     |
| 7.   | 6 de setembro de 2019  | Hard Rock Stadium, Miami Gardens, Estados Unidos                            | 2–2         | Colômbia       | 0      | 0       | Amistoso                 |
| 8.   | 11 de setembro de 2019 | Los Angeles Memorial Coliseum, Los Angeles, Estados Unidos                  | 0–1         | Peru           | 0      | 0       | Amistoso                 |
| 9.   | 13 de outubro de 2019  | Estádio Nacional de Singapura, Kallang, Singapura                           | 1–1         | Nigéria        | 0      | 0       | Amistoso                 |
| 10.  | 15 de novembro de 2019 | Estádio Internacional Rei Fahd, Riade, Arábia Saudita                       | 0–1         | Argentina      | 0      | 0       | Amistoso                 |
| 11.  | 19 de novembro de 2019 | Estádio Mohammed Bin Zayed, Abu Dhabi, Emirados Árabes Unidos               | 3–0         | Coreia do Sul  | 1      | 0       | Amistoso                 |
| 2020 |                        |                                                                             |             |                |        |         |                          |
| 12.  | 13 de novembro de 2020 | Estádio do Morumbi, São Paulo, Brasil                                       | 1–0         | Venezuela      | 0      | 0       | Elim. Copa do Mundo 2022 |
| 13.  | 17 de novembro de 2020 | Estádio Centenário, Montevidéu, Uruguai                                     | 2–0         | Uruguai        | 0      | 0       | Elim. Copa do Mundo 2022 |
| 2021 |                        |                                                                             |             |                |        |         |                          |
| 14.  | 4 de junho de 2021     | Estádio Beira-Rio, Porto Alegre, Brasil                                     | 2–0         | Equador        | 0      | 0       | Elim. Copa do Mundo 2022 |
| 15.  | 8 de junho de 2021     | Estádio Defensores del Chaco, Assunção, Paraguai                            | 2–0         | Paraguai       | 1      | 0       | Elim. Copa do Mundo 2022 |
| 16.  | 13 de junho de 2021    | Estádio Nacional de Brasília Mané Garrincha, Brasília, Brasil               | 3–0         | Venezuela      | 0      | 0       | Copa América de 2021     |
| 17.  | 23 de junho de 2021    | Estádio Olímpico Nilton Santos, Rio de Janeiro, Brasil                      | 2–1         | Colômbia       | 0      | 0       | Copa América de 2021     |
| 18.  | 27 de junho de 2021    | Estádio Olímpico Pedro Ludovico Teixeira, Goiânia, Brasil                   | 1–1         | Equador        | 0      | 0       | Copa América de 2021     |
| 19.  | 2 de julho de 2021     | Estádio Olímpico Nilton Santos, Rio de Janeiro, Brasil                      | 1–0         | Chile          | 1      | 0       | Copa América de 2021     |
| 20.  | 5 de julho de 2021     | Estádio Olímpico Nilton Santos, Rio de Janeiro, Brasil                      | 1–0         | Peru           | 1      | 0       | Copa América de 2021     |
| 21.  | 10 de julho de 2021    | Estadio do Maracanã, Rio de Janeiro, Brasil                                 | 0–1         | Argentina      | 0      | 0       | Copa América de 2021     |
| 22.  | 2 de setembro de 2021  | Estádio Monumental David Arellano, Santiago, Chile                          | 1–0         | Chile          | 0      | 0       | Elim. Copa do Mundo 2022 |
| 23.  | 9 de setembro de 2021  | Arena de Pernambuco, São Lourenço da Mata, Brasil                           | 2–0         | Peru           | 0      | 0       | Elim. Copa do Mundo 2022 |
| 24   | 7 de outubro de 2021   | Estádio Olímpico de la Universidad Central de Venezuela, Caracas, Venezuela | 3–1         | Venezuela      | 0      | 0       | Elim. Copa do Mundo 2022 |
| 25.  | 10 de outubro de 2021  | Estádio Metropolitano Roberto Meléndez, Barranquilla                        | 0–0         | Colômbia       | 0      | 0       | Elim. Copa do Mundo 2022 |
| 26.  | 14 de outubro de 2021  | Arena da Amazônia, Manaus                                                   | 4–1         | Uruguai        | 0      | 0       | Elim. Copa do Mundo 2022 |
| 27.  | 11 de novembro de 2021 | Neo Química Arena, São Paulo                                                | 1–0         | Colômbia       | 1      | 0       | Elim. Copa do Mundo 2022 |
| 28.  | 16 de novembro de 2021 | Estádio del Bicentenario, San Juan                                          | 0–0         | Argentina      | 0      | 0       | Elim. Copa do Mundo 2022 |
| 2022 |                        |                                                                             |             |                |        |         |                          |
| 29.  | 1 de fevereiro de 2022 | Mineirão, Belo Horizonte                                                    | 4–0         | Paraguai       | 0      | 0       | Elim. Copa do Mundo 2022 |
| 30.  | 24 de março de 2022    | Mineirão, Belo Horizonte                                                    | 4–0         | Chile          | 0      | 0       | Elim. Copa do Mundo 2022 |
| 31.  | 29 de março de 2022    | Estádio Hernando Siles, La Paz                                              | 4–0         | Bolívia        | 1      | 1       | Elim. Copa do Mundo 2022 |
| 32.  | 2 de junho de 2022     | Estádio da Copa do Mundo de Seul, Seul                                      | 5–1         | Coreia do Sul  | 0      | 0       | Amistoso                 |
| 33.  | 6 de junho de 2022     | Estádio Nacional do Japão, Tóquio                                           | 1–0         | Japão          | 0      | 0       | Amistoso                 |

## Títulos
Flamengo
- Campeonato Carioca: 2017

West Ham
- Liga Conferência Europa da UEFA: 2022–23

Seleção Brasileira
- Copa América: 2019

### Prêmios individuais
- Seleção do Campeonato Carioca: 2018[20]
- Seleção do Campeonato Brasileiro: 2018[6]
- Troféu Mesa Redonda – Seleção da Temporada: 2018[5]
- Bola de Prata: 2018[4]
- Equipe ideal da Ligue 1: 2020–21[53]
- Jogador do Mês da Ligue 1: outubro de 2021[95]
- Melhor Jogador Estrangeiro da Ligue 1: 2021–22[96]
- Seleção da Liga Conferência Europa da UEFA: 2022–23[97]